# Trains Leaving Manitou
Pour plus de détails, voir Fiche technique et Distribution.

Trains Leaving Manitou est un très court film documentaire américain réalisé par Harry Buckwalter et sorti en 1902.
Produit par la Selig Polyscope Company, le film montre un train quittant la petite ville de Manitou Springs, dans le comté d'El Paso, au Colorado.

## Fiche technique
- Titre : Trains Leaving Manitou
- Réalisation : Harry Buckwalter
- Scénario :
- Photographie :
- Montage :
- Producteur : William Selig
- Société de production : Selig Polyscope Company
- Société de distribution : Selig Polyscope Company
- Pays d'origine : États-Unis
- Langue : film muet avec les intertitres en anglais
- Format : Noir et blanc — 35 mm — 1,33:1 — Muet
- Genre : Film documentaire
- Durée :
- Date de sortie :
  - États-Unis : novembre 1902